# 我爱我家 (房产公司)

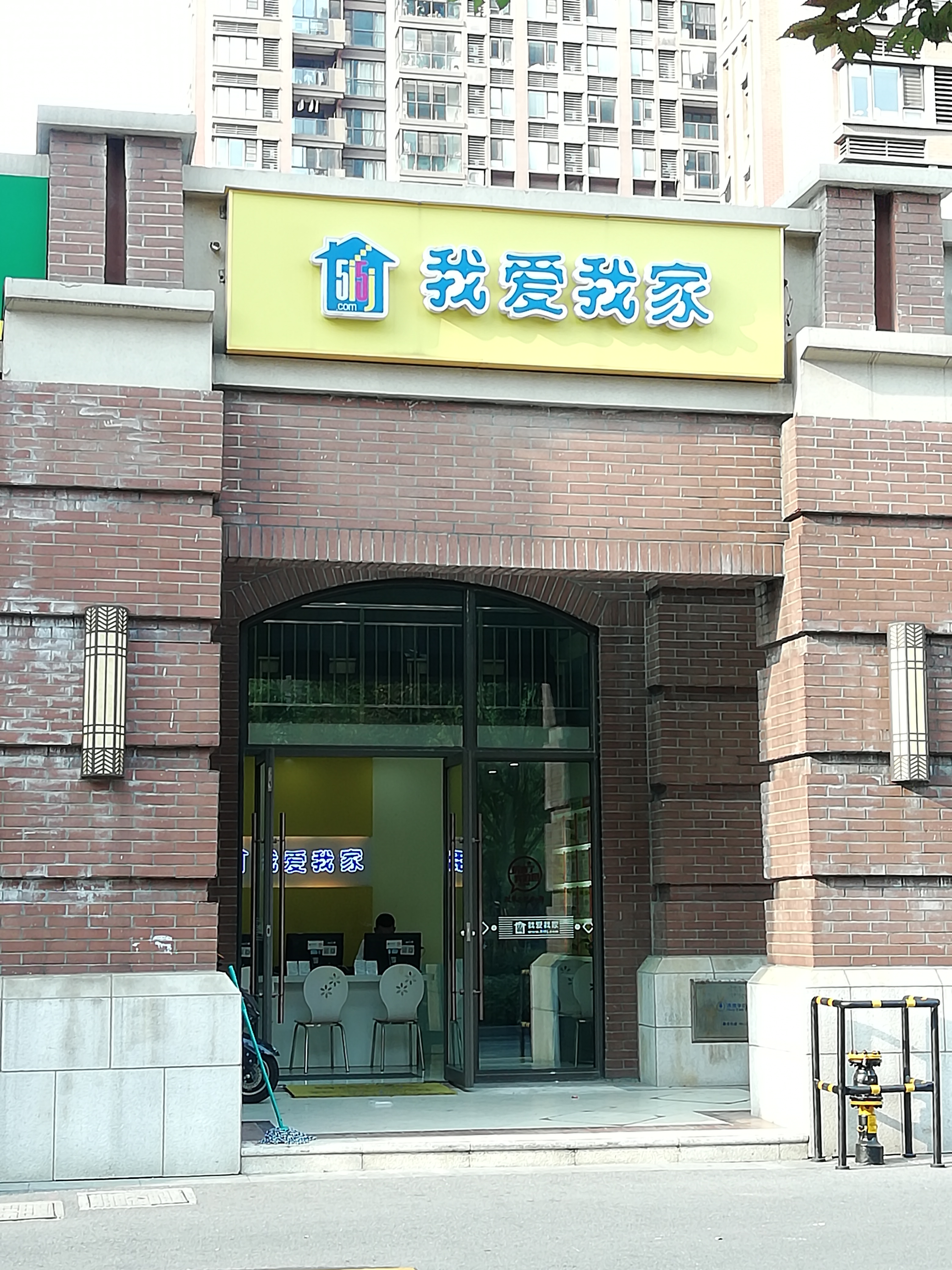
我爱我家位于江苏省苏州市的门店

我爱我家控股集团股份有限公司（深交所：000560，简称：我爱我家）是中華人民共和國的一間大型房產仲介集團。

## 历史
我爱我家由伟业顾问控股公司2000年出資成立，經營投资顾问、营销代理、商业管理、房地产金融、二手物业領域。2009年成立的伟业国际度假地产营销中心是其關係企業。
90年代早期林洁成立的北京伟业顾问公司開始進入房地产销售代理，後續達成北京業績第一的業界成果，讓合夥人刘田開始有作大此一生意的發想，2000年出資成立我爱我家品牌集團子公司，之後在全國一二線城市拓展進軍，三年後為北京市经纪人协会发起单位。2015年起我爱我家集團發布新聞在北京郊區自資興建大型社區和配套商圈，初期只租不賣，進軍自建租屋市場。

## 官方獎項
- 北京市工商行政管理局授予“守信企业”證書
- 地税部门授予“纳税信用A级企业”证书

## 爭議

### 方子哥買房詐欺案
2014年1月23日湖北衛視《大王小王》節目披露了大陸著名演員方子哥委託我爱我家購房，因區域仲介經理不察，誤中詐欺集團圈套，結果方子哥被詐欺損失人民幣400萬的事件，事後我爱我家集團採取不聞不問的態度，只表示願意退還仲介費11萬元。
2012年初方子哥之子方晓鸽因為結婚需求，由父母出資購買北京價值約400萬的住房，由於方子哥夫妻不黯房產交易程序，所以找上有卓著聲譽的我爱我家集團委託買房，該集團收取約3%的仲介費，比業界行情1.5%高出不少，但求安心還是選擇我爱我家。6月份通知一戶由李佳霖(女，北京人士，詐欺前科犯出獄)擁有的一房產適合購買，三方談定簽約後半年間陸續交費400萬元，然而李女卻是預謀詐欺一房多賣外加抵押銀行貸款，交付房產證後以自己改姓名為由必須重辦證件，利用數月的辦理時間差達成騙局。
期間我爱我家仲介業務犯下兩大過失，一是未提醒購房人採用房款銀行託管，二是在該詐欺犯已經將房產抵押銀行後依然出具調查報告顯示該房產未抵押，涉嫌偽造調查結果，三是詐騙過程中李女偽照多份假的房產證給予各買方，但仲介未能辨別。
事件後續李佳霖被公安機關逮捕，後北京市高級人民法院判處無期徒刑定讞，但錢款已不知所終。我爱我家集團的法務人員則採取不理睬迴避態度，湖北衛視前去採訪時該房仲分店經理還謊稱自己不認識辦理業務員，並說自己剛到職不久，其實當年該案簽約當天此經理就在現場全程辦理，大王小王節目的特約陳旭律師表示全事件可表明該集團業務人員培訓極度不到位且態度鬆散隨便，2015年後方子哥將我爱我家集團告上法院請求賠償全額損失，我爱我家派出律師團應訴主張無責任。但同時愛方律師在法庭承認本公司沒有辨別、查證房產證真假的能力，只能憑每個店面的經理靠經驗去判斷。
2015年9月底北京朝陽人民法院一審判決，我爱我家確實過程中負有多項過失，除原返還的11萬仲介費外另需再賠償30萬。至今本案因詐騙主嫌被判無期但沒有還款能力，目標房產變賣後約近400萬分給一房多賣四戶受害人不到100萬，仲介費退賠的11萬加判賠30萬，方家在此次購房經驗中損失還是達270萬人民幣以上，深表不服。2015年12月北京第三中級人民法院，認為一審定性正確，但考量示範性懲戒中介亂象將判賠金額提高至120萬。

### 公租房加價轉租案
2018年8月30日媒體報導我爱我家、中天置地等兩間房仲公司涉嫌將政府用以照顧平民的公租房，非法轉租，在一案例中北京1700元转租漲价至4900元，這種轉租行為本身是非法，公租房原有租戶意圖做此二房東生意時，房仲公司應該嚴詞拒絕，卻沒想到同流合汙，共同炒作租金。
朝阳区公共租赁住房发展运营中心在新聞爆出後已就该情况展开调查，但在記者臥底報導中，在朝阳区南沙滩东路，北京诚园公租房项目名為綠城的住宅樓中，有我爱我家房仲公然帶人看房，視法律如無物，此建案单间建筑面积33-51平方米不等，房東為朝阳区房屋管理局第二管理所，相關資料都公示在一樓的大布告欄上，沒有不知情的可能。
8月23日，臥底记者以租房名义咨询我爱我家南沙滩店的人员，其主动表示，此前的确出租了2套位于公租房的开间，月租金在5000元左右。該員工還介紹違法操作方法，已出租的两套公租房，都是我爱我家向原租户租下后再转租给租客的，租客将每月租金交给我爱我家，而非原租户。被質疑違法時員工則回答「偷偷租就好，基本不會有人來查，真有人查你就說是原租戶的親戚或朋友」，臥底至中天置地詢問時也得到同樣答案，而链家和麦田地产則是嚴詞表示公租房出租是違法，可見還是有守法的房仲。
其觸犯住建部颁布的《公共租赁住房管理办法》明确规定的兩條罰則
- 公租房承租人不得转借、转租或擅自调换房、不得改变用途，无正当理由也不得连续6个月以上闲置。如果违反规定，承租人应当退回公租房，按市场价补缴租金，另处以3万以下罚款，五年内不得再次申请公租房。[9]
- 房地产经纪机构及其经纪人员不得提供公租房出租、转租、出售等经纪业务，否则将由主管部门责令限期改正，并记入房产经纪信用档案；对房地产经纪人员，处1万元以下罚款；对房地产经纪机构，取消网上签约资格，处以3万元以下罚款。

### 经纪人行贿
2013年，时任我爱我家韦伯豪店经纪人刘某表示，因买家通过中介购得海淀区魏公村街1号一套住宅房屋，由于是二手房交易，刘某决定是否可以少交点税。于是刘某找到了我爱我家过户专员王某，在得知王某可以帮忙减免税款后，刘某答应支付给王某相应的“好处费”，随后请求王某进行避税事宜。根据法院审理查明，刘某先后给予王某及原海淀区地方税务局第二税务所工作人员杨某、李某共计人民币163545.33元，刘某因此获得好处费人民币28000元。据《新京报》于2018年10月的报道，刘某因行贿罪被法院判处有期徒刑8个月；王某因受贿罪被判处有期徒刑6年；杨某和李某分别被判刑18年和15年。

### 相寓信用租房被指为贷款产品
2018年10月，新华社报道称，我爱我家旗下的“相寓信用租房”被指为贷款业务，租户会在不知情的情况下险些“被贷款”。